# Hammad Miah
Hammad Miah (* 6. Juli 1993 in London) ist ein englischer Snookerspieler aus Hertford. Zwischen 2013 und 2025 war er mit Unterbrechungen 10 Jahre lang Profispieler.

## Karriere

### Erster Anlauf als Profi
Die Eltern von Hammad Miah stammen aus Bangladesch, er selbst wurde in London geboren, bevor seine Familie in das nördlich der Hauptstadt gelegene Hertford zog. Mit acht Jahren begann er mit dem Snookerspielen und lernte unter anderem im Pockets Snooker Club in Ware bei dem ehemaligen Profispieler Jason Pegram. Er besiegte Jimmy White in einem Showmatch bei einem Besuch im Club. Mit 13 Jahren gelang ihm sein erstes Century und mit 15 spielte er ein Break von 144 Punkten. Seinen Durchbruch hatte er 2012, als er bei den English Amateur Championship in einem der Regionalendspiele stand und bei der U21-Snookerweltmeisterschaft in Wuxi als einziger nicht aus China stammender Spieler das Halbfinale erreichte.
Daraufhin nahm Miah im Frühjahr des folgenden Jahres an der Q School teil. Bereits im ersten Turnier konnte er in seiner Gruppe gewinnen und bekam damit die Möglichkeit, in den folgenden beiden Spielzeiten der Snooker Main Tour als Profispieler teilzunehmen. Nur zwei Wochen später erspielte er sich bei der Qualifikation zu den Australian Goldfields Open seinen ersten Sieg. Darüber hinaus gelangen ihm in der Saison 2013/14 nur wenig Siege, wobei sein bestes Ergebnis bei einem Weltranglistenturnier die Runde der letzten 32 war, das er bei den Indian Open erreichte. Am Ende der Saison nahm er allerdings nur Platz 104 der Weltrangliste ein. Im Jahr darauf gelang ihm überhaupt nur ein Sieg, beim Shanghai Masters 2014 in der ersten Qualifikationsrunde, und damit fiel er wieder aus der Profitour heraus.

### Auf und Ab in der zweiten Hälfte der 2000er
Die sofortige Wiederqualifikation über die Q School verpasste Miah zwar, sein Abschneiden ermöglichte ihm aber immerhin die Teilnahme als Ergänzungsspieler an Qualifikationsspielen mehrerer Main-Tour-Turniere, die er aber allesamt verlor. Erfolgreich war er dagegen in der Players Tour Championship: Bei drei Turnieren – Riga Open, Ruhr Open und Bulgarian Open – kam er unter die letzten 32 und insgesamt sammelte er so viel Preisgeld, dass er in der „European Tour Order of Merit“ unter den Nicht-Main-Tour-Spielern Platz 6 belegte. Damit erwarb er ein erneutes Tourticket für zwei weitere Jahre als Profi.
In der Saison 2016/17 besiegte er in der Qualifikation für das World Open mit Martin Gould einen Top-16-Spieler, schied dann aber in China gegen einen einheimischen Wildcard-Spieler aus. Beim Shanghai Masters besiegte er unter anderem Rory McLeod und schied erst in der vierten Qualifikationsrunde aus. Daneben gab es aber auch viele Auftaktniederlagen. Bei der Weltmeisterschaft am Saisonende traf er dann auf den Weltranglistenachten Ricky Walden und konnte trotz 0:5-Rückstand mit 10:7 gewinnen. Anschließend besiegte er Martin O’Donnell mit demselben Ergebnis. Im Spiel um den Einzug in die WM-Endrunde im Crucible Theatre war zum zweiten Mal in der Saison Rory McLeod sein Gegner. Nach einem Fehlstart mit 0:7 Frames kämpfte er sich wieder auf 6:7 heran, verlor aber schließlich doch mit 7:10. Die nächste Saison begann er auf Platz 71 der Rangliste und mit dem Einzug unter die Letzten 32 beim Riga Masters zum Auftakt bestätigte er seine Position. Danach verlor er aber 5 Auftaktspiele in Folge. Das Ergebnis von Riga konnte er bei den English Open und dem German Masters wiederholen und dabei auch Top-32-Spieler wie Tom Ford und Luca Brecel schlagen. Trotzdem trat er in der Gesamtleistung auf der Stelle und als 78. der Weltrangliste verlor er 2018 ein weiteres Mal seinen Main-Tour-Platz.
Diesmal erreichte er aber schon im ersten Turnier der Q School das Entscheidungsspiel und gewann mit 4:0 gegen Luke Simmonds. Damit ging er in der Saison 2018/19 unmittelbar in sein fünftes Profijahr. Es gab nur drei Höhepunkte: Bei den Welsh Open kam er in Runde 2, bei den Northern Ireland Open stand er unter den Letzten 32 und beim Paul Hunter Classic erreichte er mit dem Achtelfinale sein bis dahin bestes Karriereergebnis. Weil es sonst aber nur Erstrundenniederlagen gab, belegte er am Saisonende lediglich Rang 119 der Weltrangliste. In der folgenden Saison setzte sich seine Serie überwiegender Auftaktniederlagen fort, sodass er am Ende nur drei Teilnahmen an einer Runde der letzten 64 und zwei Siege bei anderen Turnieren verzeichnen konnte. Mit Rang 97 am Saisonende verpasste er die Wiederqualifikation über die Weltrangliste deutlich. Anschließend versuchte er erneut, bei der Q School die Tourzugehörigkeit zu retten. Sein bester Lauf beim zweiten Event wurde allerdings im Halbfinale seiner Gruppe von Michael Georgiou beendet, womit Miah zum zweiten Mal seinen Profistatus verlor.

### Erneute Tourrückkehr ab 2021
Bei der Q School 2021 nahm er einen weiteren Anlauf und im zweiten Turnier kam er bis ins Gruppenfinale. Er unterlag Craig Steadman in einem knappen Match mit 3:4 und verpasste die direkte Qualifikation. Er kam aber bei den beiden anderen Turnieren jeweils unter die Letzten 32 und schaffte es damit auf Platz 1 der Order of Merit, wodurch er trotzdem das Tourticket für die folgenden beiden Spielzeiten bekam. Im zweiten Turnier der Saison 2021/22, dem British Open, hatte er einen Lauf und mit Siegen über die Top-32-Spieler Ben Woollaston, Liang Wenbo und Luca Brecel wiederholte er mit dem Achtelfinale sein bestes Turnierergebnis. Danach rang er bei der UK Championship Matthew Stevens mit 6:5 nieder und erreichte mit einem Sieg über Top-16-Spieler Yan Bingtao bei den Scottish Open Runde 3. Ein paar weitere Siege brachten ihn nach dem ersten Jahr insgesamt auf Platz 71. Es folgte eine sehr ausgeglichene Saison mit nur 4 Auftaktniederlagen. Allerdings erreichte er auch nur bei den Northern Ireland Open 2022 die dritte Runde. Mit Ali Carter und Lu Ning schlug er auch zwei Spieler aus den Top 32. Damit verbesserte er sich nur geringfügig auf Platz 69, da aber wegen einer Ausnahmeregel in diesem Jahr vier vor ihm stehende Spieler auf der Tour verbleiben konnten, rückte er in der Ein-Jahres-Rangliste auf und konnte dank dieser Wertung zwei weitere Jahre Profi bleiben.

## Erfolge
Ranglistenturniere:
- Achtelfinale: Paul Hunter Classic (2018), British Open (2021)
- Runde der Letzten 32: Indian Open (2013), Riga Masters (2017), English Open (2017), German Masters (2018), Northern Ireland Open (2018, 2022), Scottish Open (2021)

Qualifikationsturniere
- Qualifikation: Q School (2013 – Turnier 1, 2018 – Turnier 1, 2021 – Order of Merit)

Amateurturniere
- IBSF U21-Snookerweltmeisterschaft: Halbfinale 2012
- Englische U21-Meisterschaft: Finale 2013